# Klapscheutmolen
De watermolen van Klapscheut is een molen op de Keurebeek in het Belgische dorp Wambeek, deelgemeente van Ternat (provincie Vlaams-Brabant), die gefaseerd door de Vlaamse Overheid erkend is als erfgoed.

## Geschiedenis

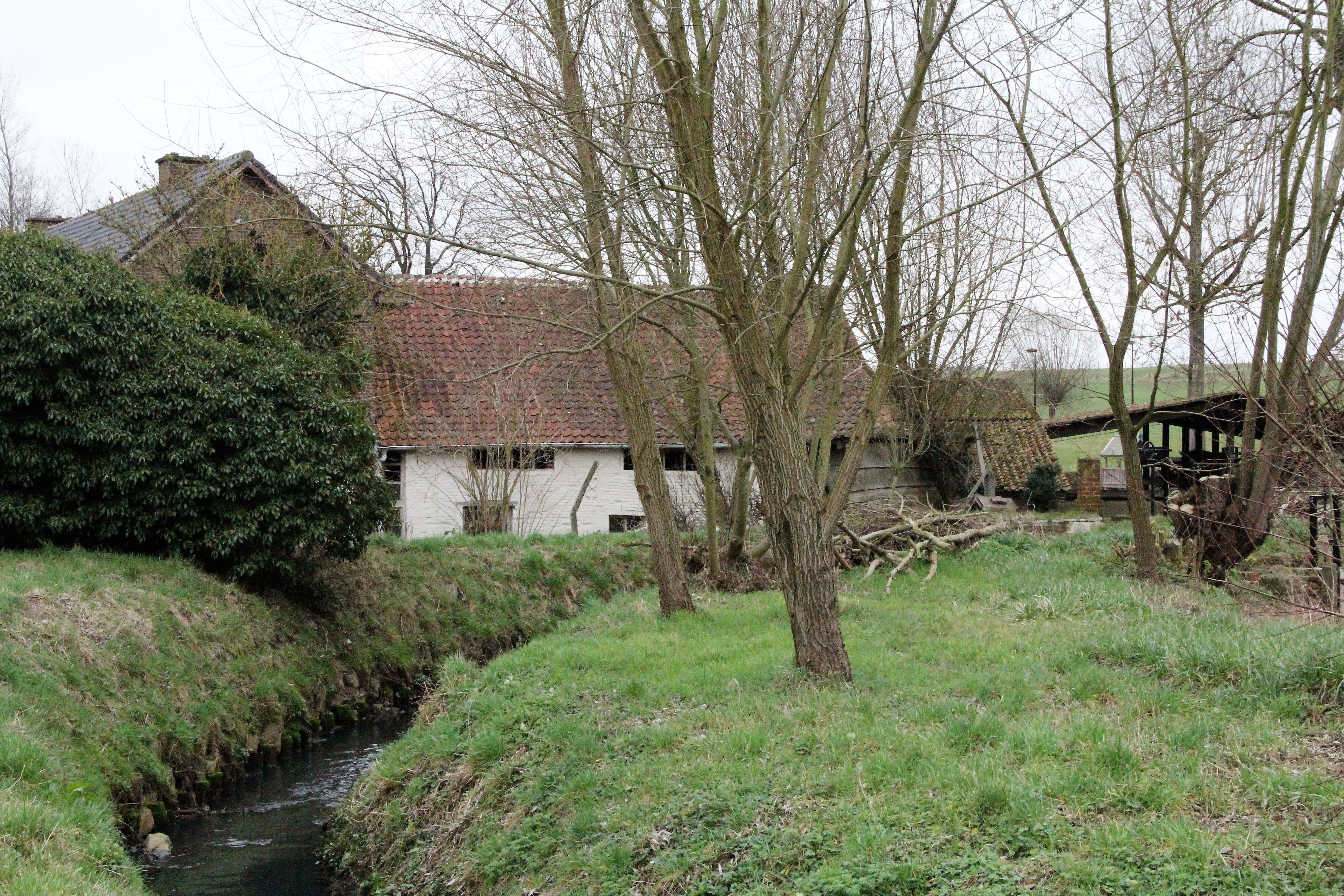
Zicht op het eeuwenoude molengebouw

Al in de 15e eeuw is er sprake van een molen in Klapscheut (Clapschette). Dit was een onderslagmolen. Het aandrijvend water van de Keurebeek stroomde onder het rad door, dat tegen wijzerzin draaide. Aangezien enkel de stroming van de beek en niet de valkracht van het water benut kon worden, had dergelijk rad een laag rendement. Bovendien kon het beekwater niet worden opgespaard voor de droge zomerperiode.
Honderd jaar later, in 1572, werd de huidige molen (met een woonhuis) gebouwd. Dit was een bovenslagmolen. Voor dit systeem, dat ook gebruik maakte van de zwaartekracht als energiebron, was een aanvoergoot vanuit de beek nodig die het water bovenop een rad van 3 à 4 m diameter kon laten stromen. Om het daartoe noodzakelijke verval op de aanvoerende beek te kunnen bekomen, werd de toenmalige bedding van de Keurebeek over een lengte van ongeveer 300 m omgelegd. Tevens werd een spaarvijver met een oppervlakte van 30 are aangelegd op een kunstmatig hoog niveau. Zo kon vanaf 1572 de Klapscheutmolen van water voorzien worden door zowel de natuurlijke stroming van de beek als door een extra opgespaarde voorraad vanuit de aangrenzende spaarvijver.
Deze molen is terug te vinden op alle oude (streek)kaarten: bij Ferraris (ca. 1775) als Moulin ten Bergh; in de Atlas der Buurtwegen (ca. 1844); bij Vandermaelen (ca. 1850) als M(oulin) de Klapscheut; bij P.C. Popp (ca. 1860) als Moulin de Klapscheut.
Oorspronkelijk was het bovenslagrad van hout. In 1910 werd dit bij een grondige vernieuwing van de molen vervangen door een ijzeren rad. Een kleine 3 eeuwen na de bouw van de molen met woonhuis werden nog andere gebouwen opgetrokken om één hoevegeheel te worden: paardenstal, hop-ast, broodoven, stallingen en schuur. In 1929 kwam er rechtover het bestaande molengebouw nog een nieuwe, door een dieselmotor en daarna door elektriciteit aangedreven bloemmolen. In 1950 werd ook een nieuwe woning gebouwd, na afbraak van een deel van het eeuwenoude molenhuis.
Molens waren een essentieel onderdeel van de lokale economie. Die lokale economie was in het Pajottenland, zoals in vele andere landelijke gebieden, hoofdzakelijk agrarisch. Eeuwenlang was de molenaar uitsluitend molenaar en maalde hij enkel het graan van de boeren rond de molen. In de loop van de 19de eeuw kregen de kleine loonmaalderijen het economisch moeilijker. Ze konden hun bestaan nog rekken door de combinatie met bijvoorbeeld een boerderij, waardoor in de molen ook de eigen graanoogst gemalen kon worden. Graan was belangrijk om brood te bakken, maar ook voor de lokale distilleerderijen (‘stokerijen’) en brouwers.

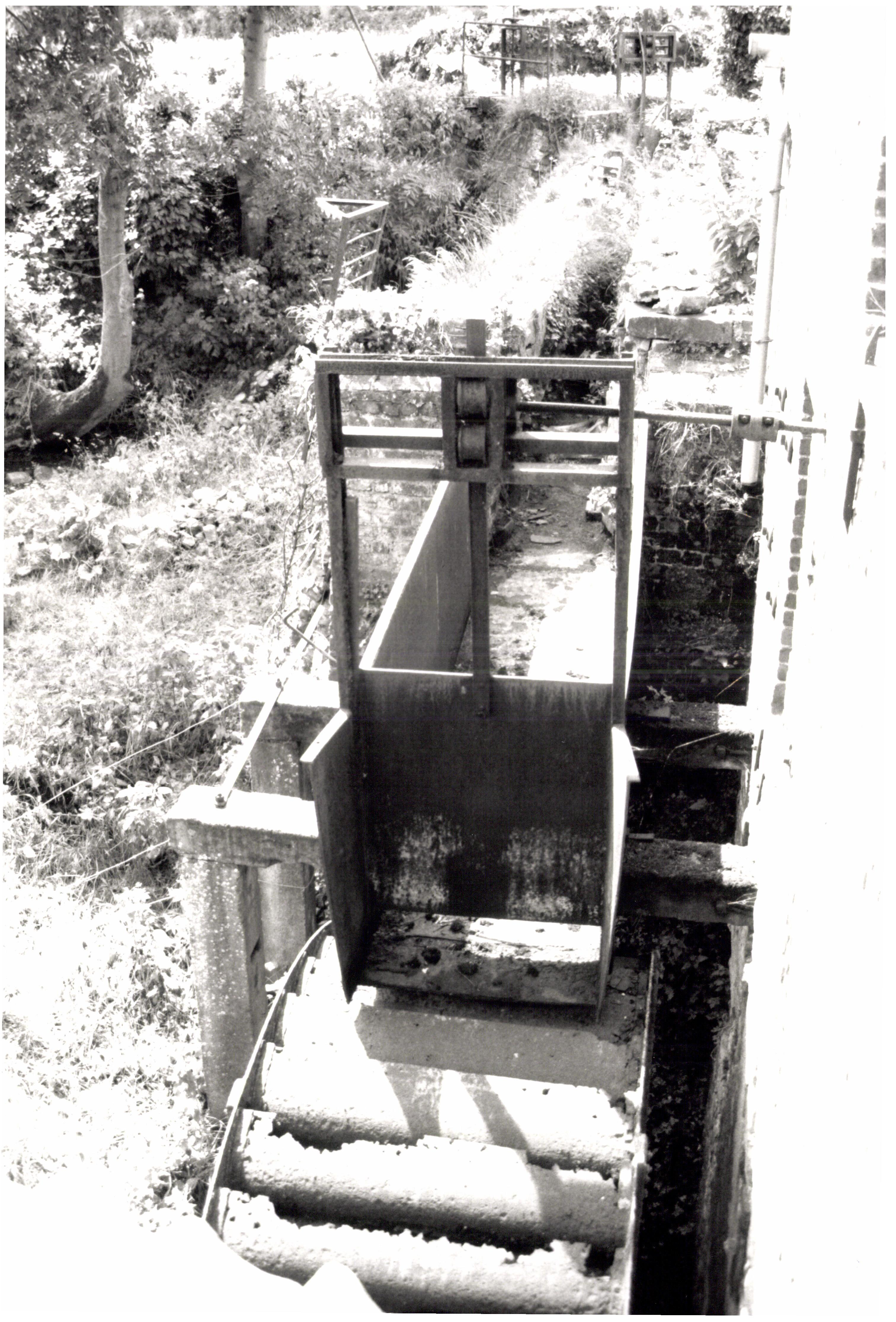
Het oude waterrad uit 1910 (vervangen in 2014)

Tot de 18e eeuw waren de (5) molens van Ternat, Wambeek en Sint-Katharina-Lombeek watermolens. En die waren natuurlijk afhankelijk van wateraanvoer langs kleine waterwegen. Vaak kon er daarom in droge perioden tijdelijk niet gemalen worden, en moest het graan vervoerd worden naar andere molens (in Vlaanderen), langs heel slechte wegen. Daarom hebben de inwoners (geestelijkheid, de Ternatse drossaert, en vele molengebruikers) meermaals aan de kasteelheer van het Kruikenburgkasteel gevraagd om een windmolen te bouwen. Maar het recht om wind te vangen hoorde toe aan de vorst(in). Die moest een octrooi voor windvang verlenen. Gravin Anne Henriette de Fourneau, bewoonster van het Kruikenburgkasteel te Ternat, heeft in 1763 een zoveelste verzoek aan de vorstin opgemaakt in 1763, met daarin alle verzuchtingen van de inwoners. Het bevatte ook als bijlage een vroeger verzoekschrift van de inwoners van Ternat aan haar oudere broer Henri Joseph Philippe Gislain de Fourneau om een windmolen te bouwen. Dat verzoek kende uiteindelijk succes: in 1791 heeft Maria Theresia van Oostenrijk een octrooi verleend voor een korenwindmolen op de Oppersten Breembosch (ook gekend als Wilgbergh, wijk Sempst). Daar is dan de (nu verdwenen) windmolen van Sempst opgericht.
De watermolen van Klapscheut is, ondanks zijn sterke afhankelijkheid van watertoevoer langs de kleine Keurebeek, onafgebroken in exploitatie gebleven tot 1983. Die lange “levensduur” is niet alleen te danken aan de eerder beschreven aanleg van het nieuwe hydraulisch systeem in 1572, maar ook aan de combinatie met een landbouwbedrijf vanaf ongeveer halfweg de 19de eeuw en aan de bouw van de nieuwe bloemmolen in 1929. Jean De Troch, de laatste economisch bedrijvige molenaar, ging in 1983 op pensioen en stelde toen de watermolen buiten werking. De veralgemening van diesel- en elektrische motoren vanaf het begin van de twintigste eeuw en de naoorlogse evolutie in de landbouw en de veehouderij, leidden er immers toe dat vanaf de jaren '60 van vorige eeuw de kleine ambachtelijke dorpsmolens hun plaats moesten inruilen voor nog slechts enkele grootschalige veevoederfabrieken en bloemmolens. Dit proces was nog versneld geweest door de vernieling van vele honderden windmolens tijdens de twee wereldoorlogen.
De Klapscheutmolen zou na Jean De Troch enkel nog dienst kunnen in een andere hoedanigheid, namelijk als “levend erfgoed”.
Door omschakeling (naar horeca) en door verkoop en verdeling van het vroegere molen- en boerderijpatrimonium, wordt dit gebouwengeheel vanaf 2010 uitgebaat door meerdere eigenaars. De watermolen zelf werd overgenomen door Wies De Troch, oudste zoon van Jean. Wies tracht de sedert 2014 opnieuw maalvaardige watermolen een nieuw leven te geven als sociaal en educatief project. Daartoe is in 2019 ook de vereniging “Vrienden van de Klapscheutmolen” opgericht.

## De sociale functie van de molen

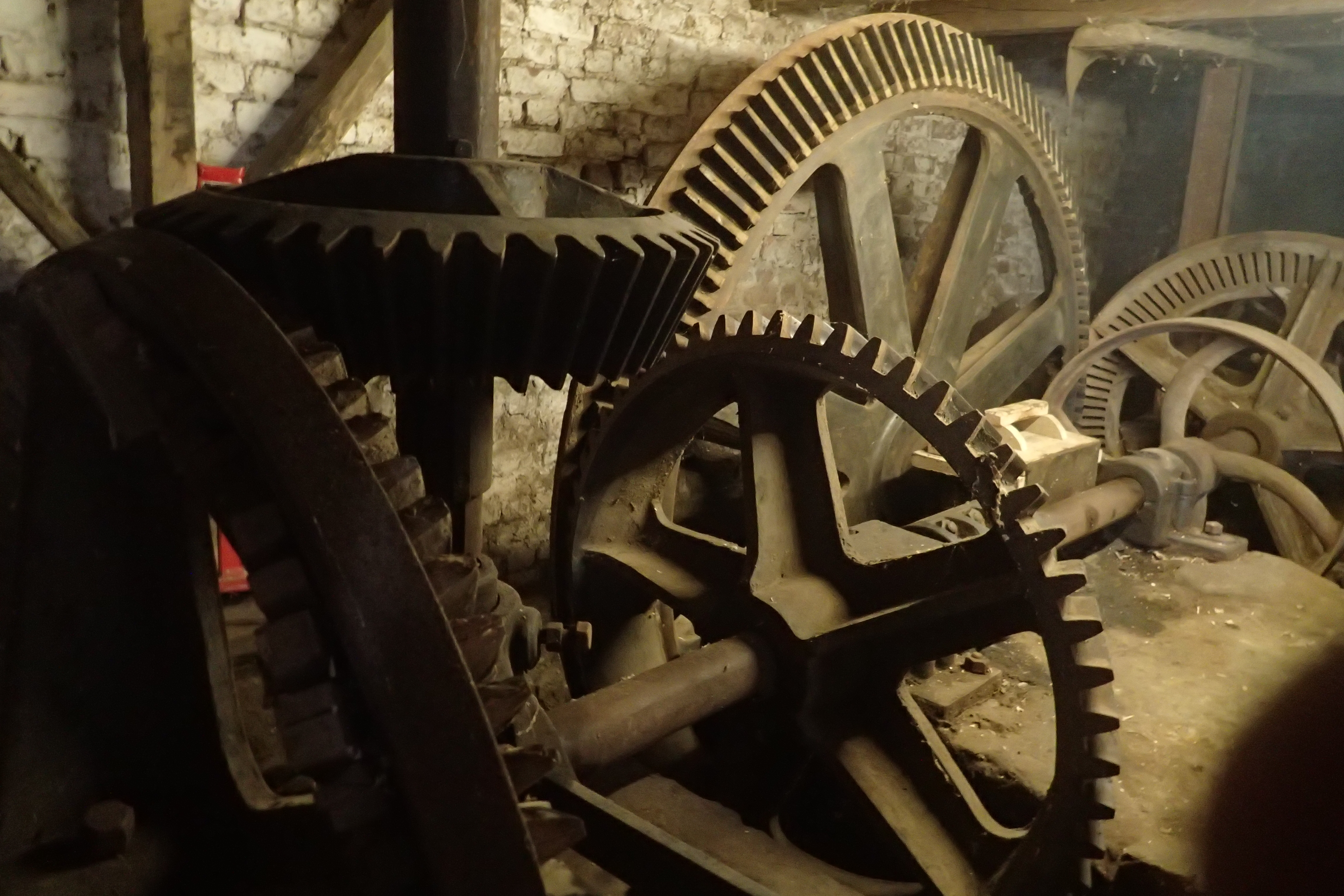
Een deel van het binnenraderwerk van de molen

Heeft deze molen zoals zovele molens zijn belangrijke economische betekenis verloren, dan blijft hij toch een mooie getuigenis van de werking van de lokale economie in de vorige eeuwen. De molen werkt nog, zodat er zeer leerrijke en interessante maaldemonstraties kunnen worden gegeven. Intussen heeft de molen als erfgoed ook een nieuwe maar langzaam groeiende functie gekregen: die van ontmoetingsplaats voor allerlei activiteiten. Hoe belangrijk die nieuwe functie wordt hangt af van de voortgang van de restauratie en van de infrastructuur die daarbij zal tot stand komen. Er is nu al de nabijgelegen afspanning De Voet van Keizer Karel, uitgebaat door een andere eigenaar en ondergebracht in een deel van de oude hoevegebouwen.

## De Klapscheutmolen als cultureel erfgoed
De Klapscheutmolen is opgenomen in de inventaris van het bouwkundig erfgoed, vastgesteld bij besluit van de administrateur-generaal van het Agentschap Onroerend Erfgoed van 28 november 2014 (BS 1 december 2014).
De watermolen en onmiddellijke omgeving zijn beschermd als dorpsgezicht bij ministerieel besluit van 10 juni 1992 (BS 18 juli 1992).
De watermolen zelf is beschermd als monument bij (hetzelfde) ministerieel besluit van 10 juni 1992. Die bescherming als monument werd uitgebreid tot de spaarvijver en omgeving bij ministerieel besluit van 9 juli 1996 (BS 28 november 1996).

In 2019 werd het beheersplan voor de site door de Vlaamse Overheid goedgekeurd.

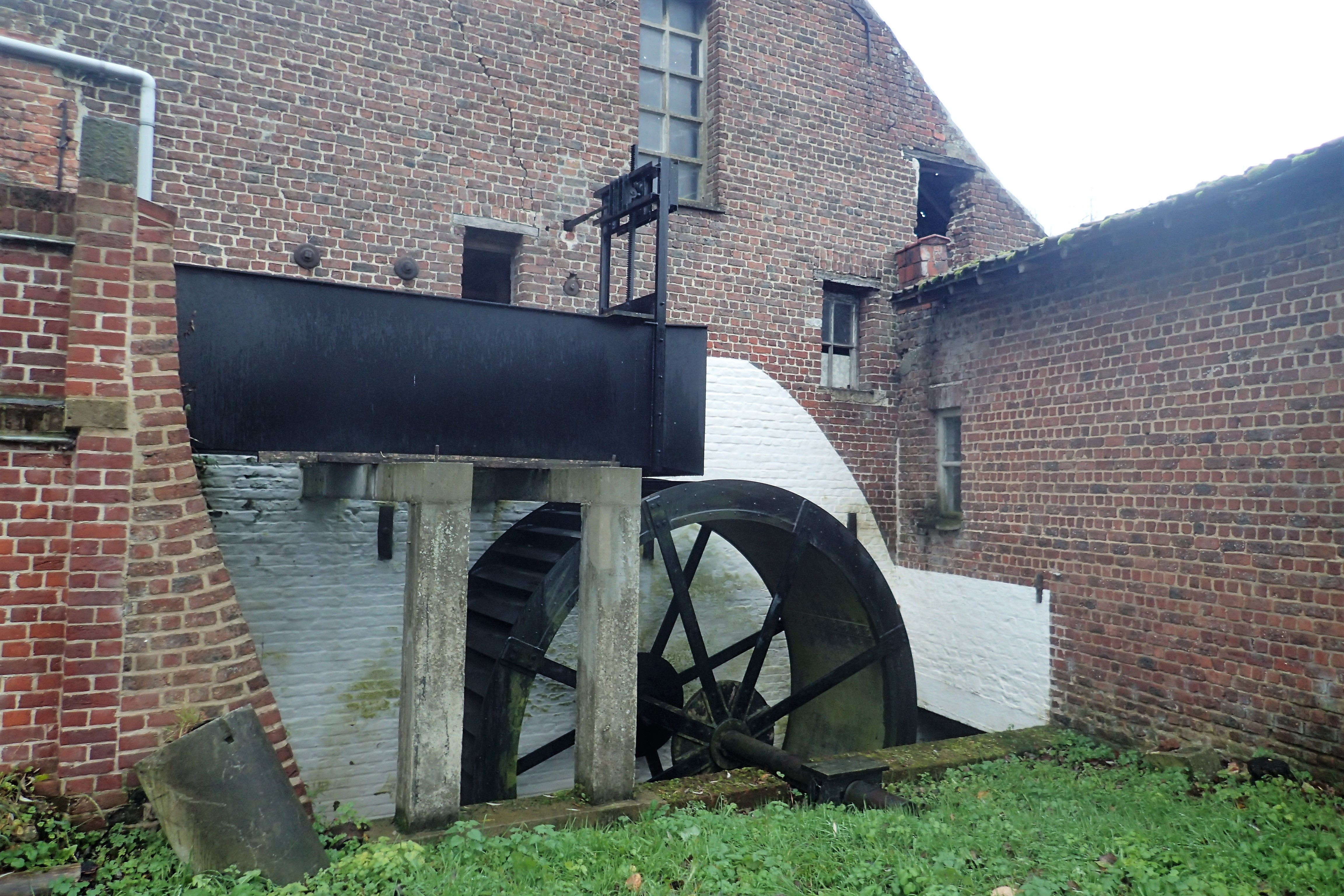
Zicht op het waterrad
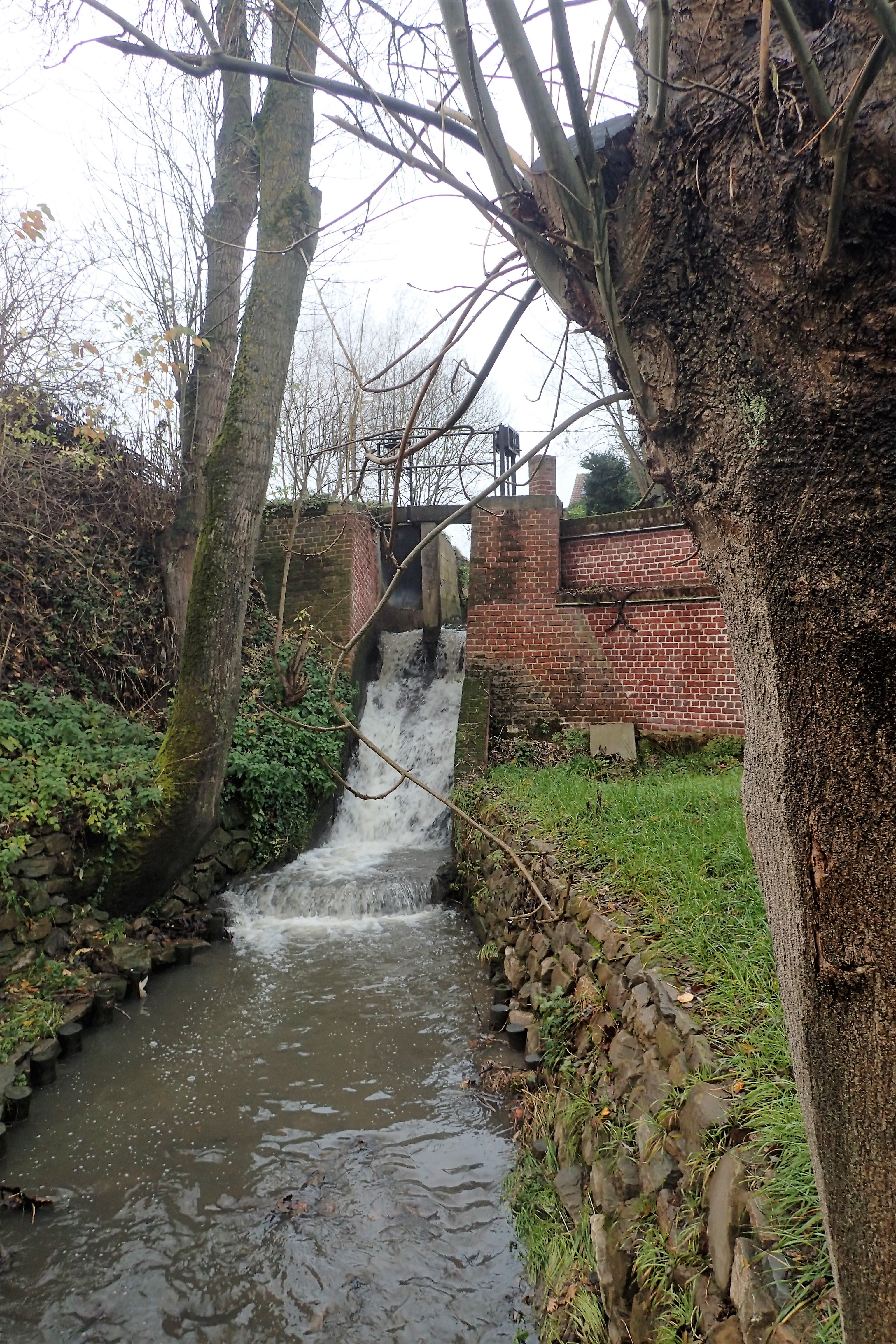
Het water loopt door de sluis
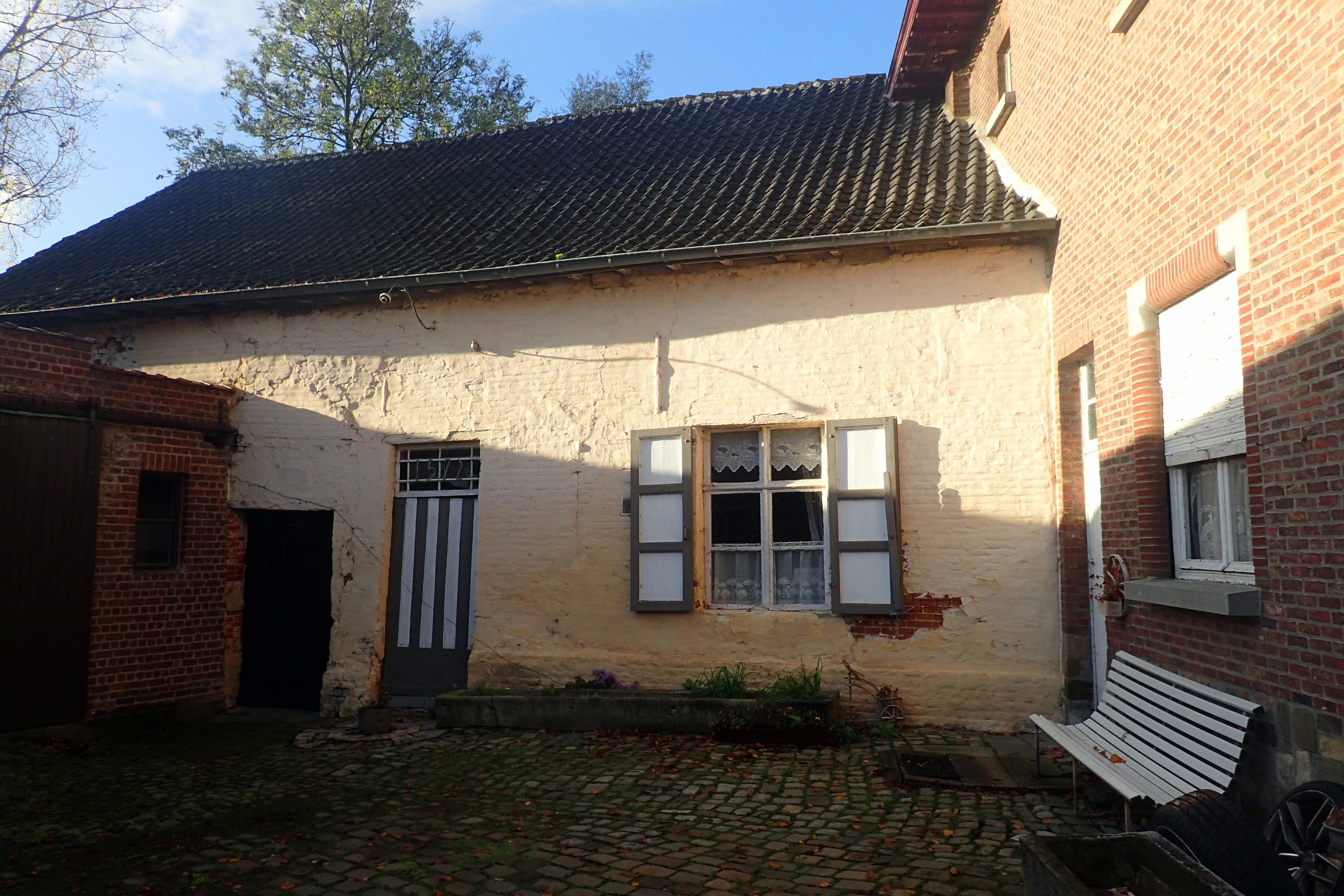
Het molengebouw
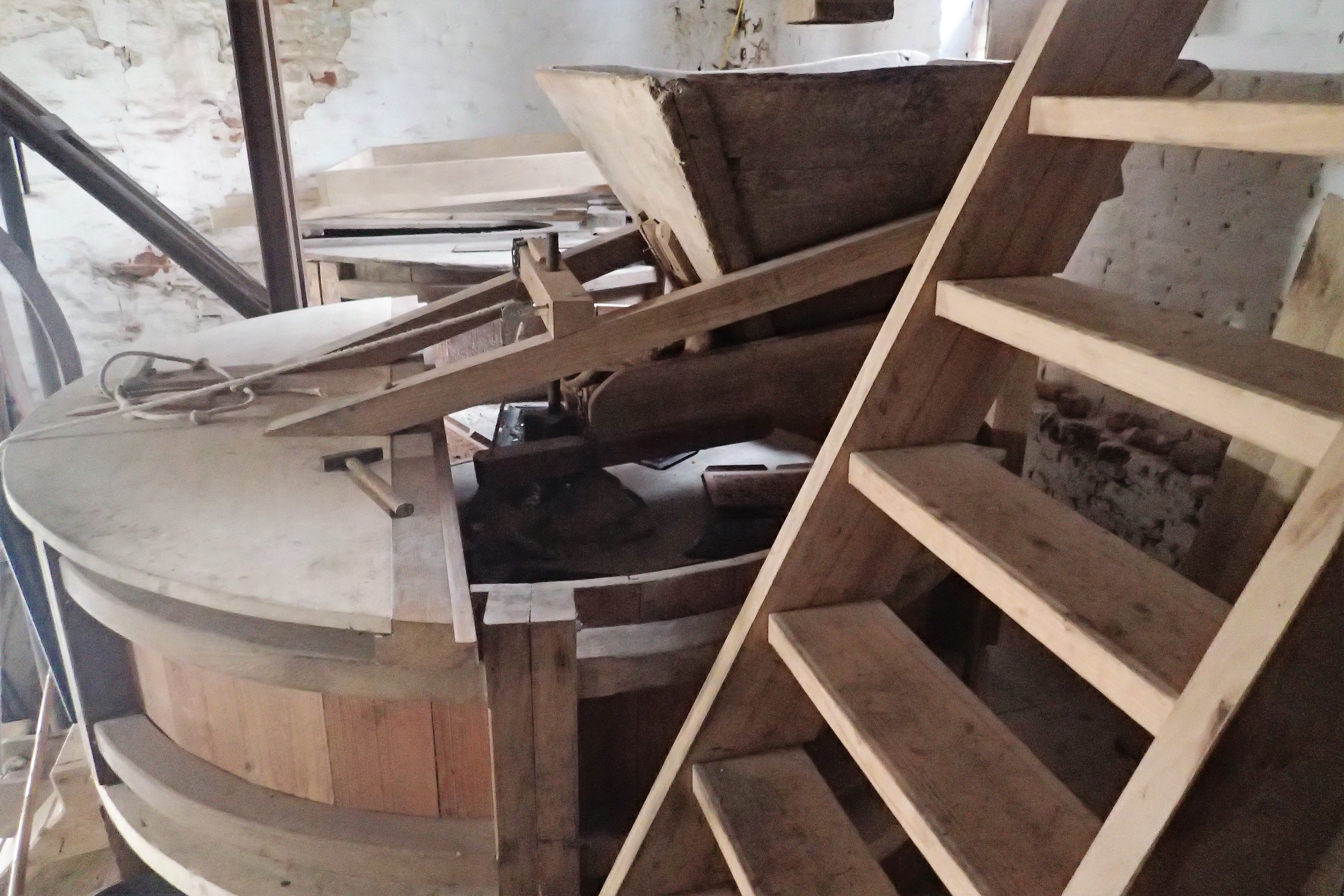
Het binnenwerk
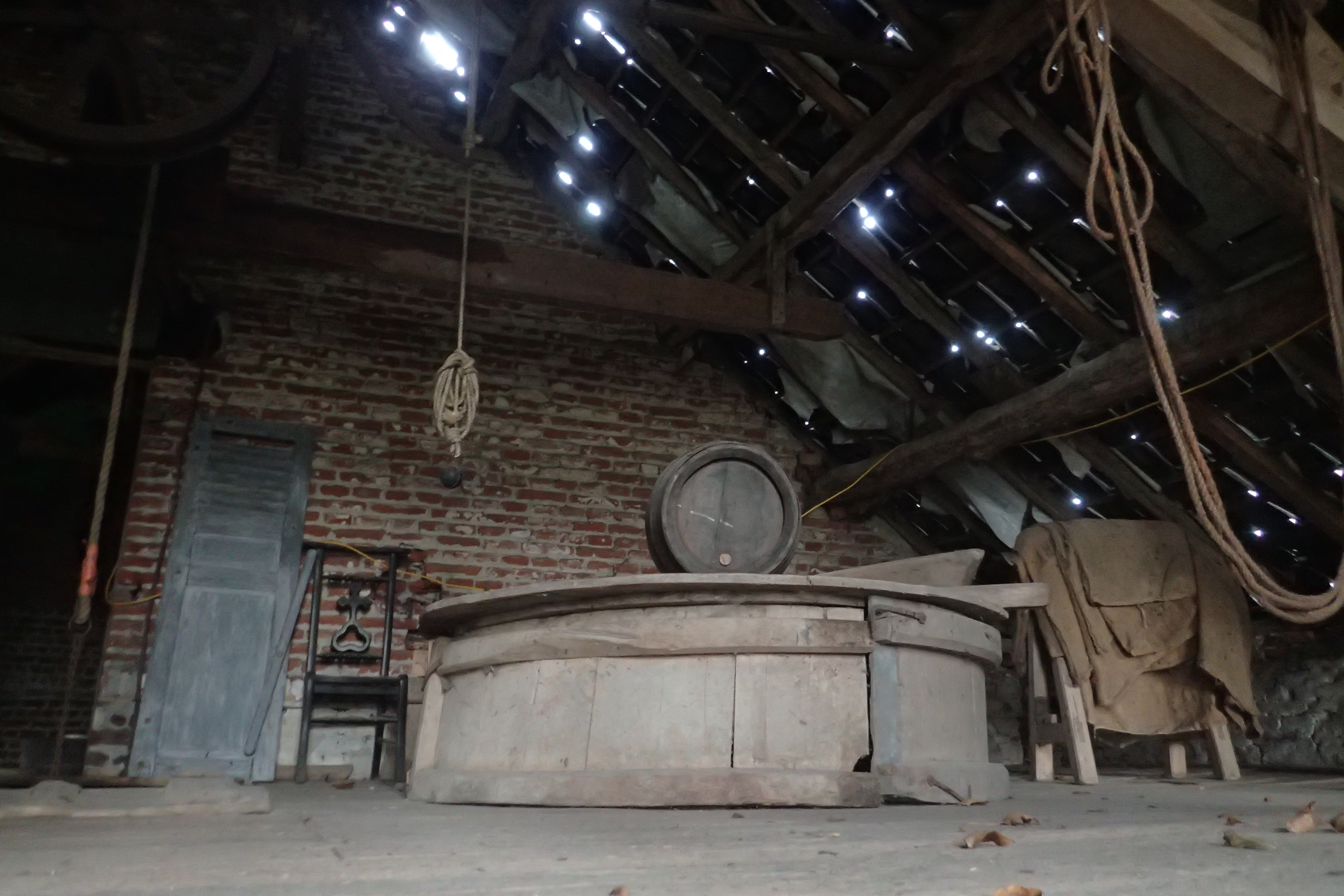
Interieur van de molen
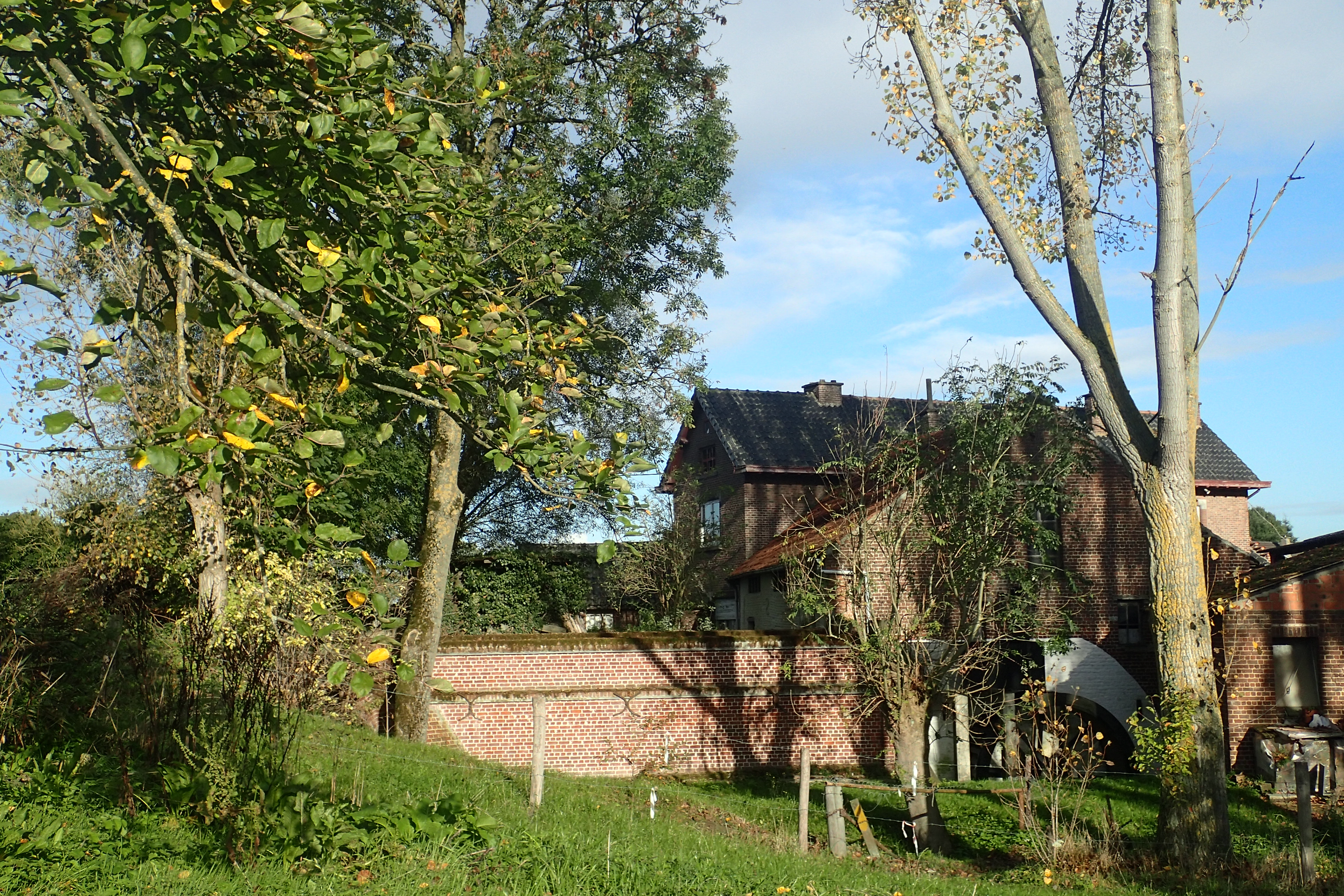
Zicht op het gebouw vanaf de boomgaard
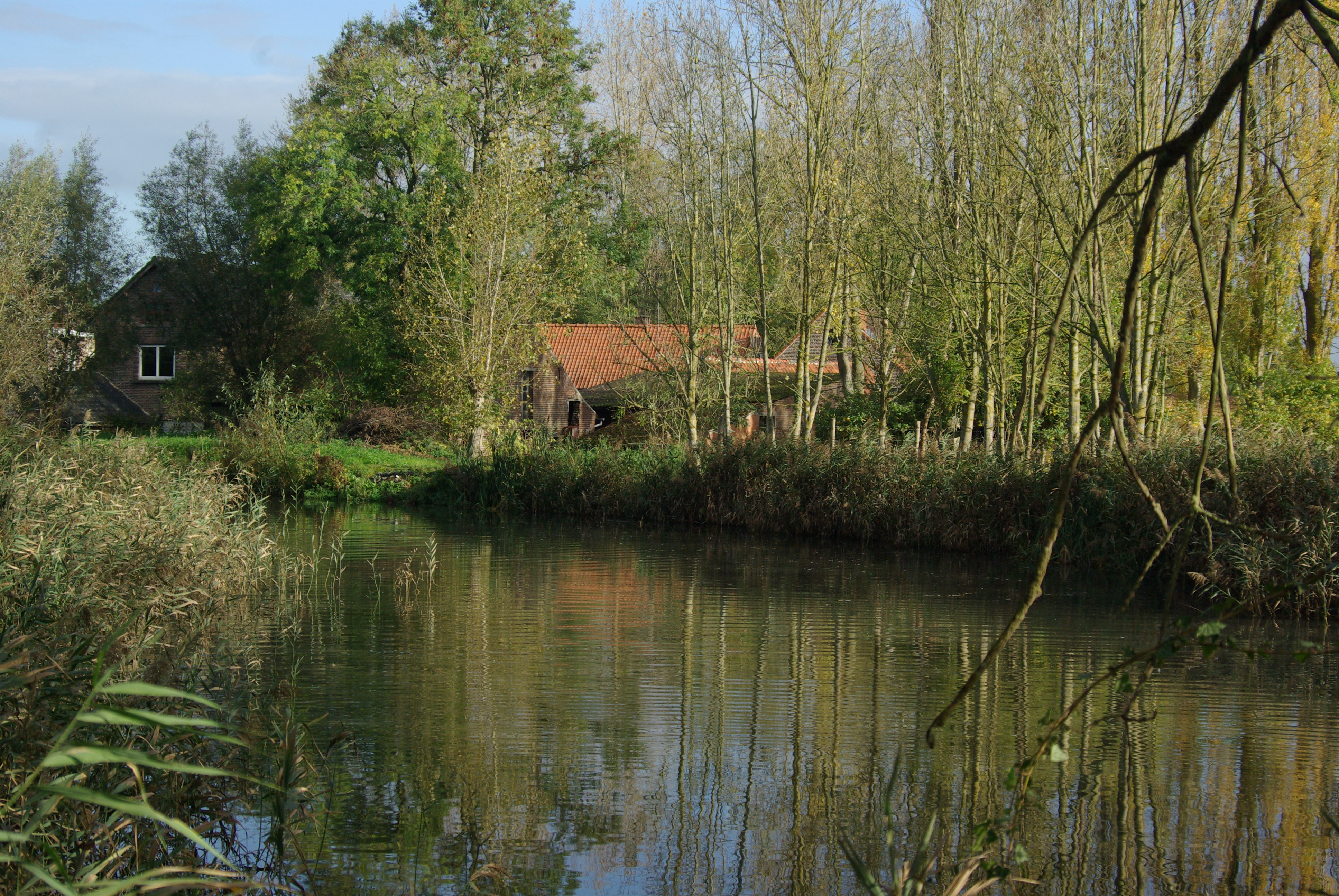
De spaarvijver